# Kevin Marks
Major Kevin Marks je fiktivní postava sci-fi seriálů Hvězdná brána, Hvězdná brána: Atlantida a Hvězdná brána: Hluboký vesmír a filmů Hvězdná brána: Archa pravdy. Jeho role představuje kanadský herec Martin Christopher.

## Životopis
Kevin Marks byl celkem dvakrát povýšen. Z poručíka na kapitána a z kapitána na majora. Major je ve Spojených státech letecké síly a vyšší důstojník na palubě několika Pozemských lodí, včetně USS Prometheus, Odyssey, Apollo, Daedalus, a nedávno na George Hammond.
Kevin Marks je pilotem všech Amerických X-304 (Odyssey, Apollo, Daedalus a George Hammond). Také byl na lodi X-303 Prometheus, ale ten byl zničen v díle Satelit (9x15).

### 2005
Je důstojníkem na palubě X-303, Prometheus. Prvně jsme ho mohli vidět v řídící místnosti 2, ve které jsou Asgardské přístroje například: Asgardské senzory pro detekci. To bylo v prvním díle deváté série 9x01. Byl schopen definovat hlavní velké jeskyně, stejně jako síť menších tunelů a jeskyní.
Poté, co Daniel Jackson a Cameron Mitchell vyřešili hádanky, se přenesli někteří lidé z posádky dolu a mezi pokladem nalezl věc, která se tam vůbec nehodila. Bylo to starověké komunikační zařízení, které se používá na dlouhé vzdálenosti – Díl 9x02.
V dalším díle 9x06 byl přidělen, jako zbraňový důstojník na Prometheovi. Byl na misi, kde byla zaznamenána první Ori superbránu. Byl u toho, jak byla zničena.
V díle 9x07 pomáhal hledat mateřskou loď Geraka. Později pomohl při hledání Naquadahové bomby. Byla zjištěna, že sama budova byla bomba. On ji zaměřil paprskem a přenesl ji na oběžnou dráhu, kde bezpečně vybouchla.

### 2006
Než byl díl 9x15 byl povýšen do hodnosti kapitána. Při poslední misi na Prometheusovi, při které měli zničit Ori satelit na Tegalu. Plukovník Lionel Pendergast poslal ho a podplukovník Samanthu Carterovou, aby se pokusili opravit podsvětelné motory. Museli jít o dvě patra veš přes záložní žebřík. Když do Prometheovi vystřelil satelit postavenými Ori, byl uprostřed mezi palubami. Při nárazu paprsku ze satelitu spadl o kus na žebříku dolů. Naštěstí se zachytl pravou rukou žebříku. Při tom si poranil levou paži. I přesto pomáhal podplukovníku, jak nejlépe mohl i přes zranění levé paži. Jejich úsilí se nakonec ukázaly jako neúspěšné, a tak nařídil plukovník Pendergast evakuaci. Když mu řekla Carterová, že má jít k ostatním na transportní místa, ačkoliv byl váhavý odejít.
Po zničení Promethea byl ještě jednou povýšen do hodnosti majora a byl převelen na novou bitevní loď třídy Daedaluse, Odyssey v díle 9x16. Často jsme ho mohli vidět, jako pilota lodi. Zúčastnil se první mise na Odyssey při bitvě s Ba'alem. Když Ba'alova loď přišla o štíty, stihl přenést všechny brány kromě jedné, jelikož její lokátor nezachytili.
9x20, 10x01 – Později se zúčastnil bitvy u P3Y-229. Měl štěstí, že přežil masivní invazi Ori. Byla to jedna z mála lodí, která masivní invazi přežila. K tomu ještě jedna loď z Luciánské Aliance. Odyssey pak letěla na Zemi kvůli opravám. Po opravách vyrazili SG-1 na pomoc. Hned jak dorazili, je přenesl z lodi, se kterou chtěli narazit do mateřské lodi Oriů. A taky přenesl Jacksona a Valu. Hned potom vstoupili do hyperprostoru.
10x07 – Byl při misi SG-1 na Odyssey. Odyssey čekala u planety, která podlehla Ori. Zjistil, že z brány byla vyslána energetická vlna, a tak stihnul transportovat SG-1 na palubu Odyssey.
10x09 – Lucianská Aliance pod vedením Anatea napadla Odyssey při falešné zprávě o existenci druhé brány. Začali po nich střílet Luciáni, a tak plukovník Emerson nařídil majorovi, aby přesměroval energii do podsvětelných motorů a nastavil kurz ostře doleva. Později hlásil, že před nimi odhaluje malé kusy objektů. Bylo to minové pole. Plukovník mu hned nařídili "Plný zpětný tah". Když to udělal, on a někteří lidé z posádky byli po výbucích min v bezvědomí. Když se probudili, byli vězněni Luciánskou Aliancí. Později si odvedli plukovníka Emersona a podplukovníka Carterovou na můstek. Když se později vrátila Carterová dozvěděl se, že plukovník Emerson byl zabit. On pomáhal Danielovi a Vale, aby unikli z místnosti a pokusili se převzat loď do svých rukou. Když loď převzali zpět, on a podplukovník Carterová spolu s Valou zpravovali loď. Hlavním prioritním úkolem byl zpravit hyperpohon. Měl převzít velení lodi, když Sam opravovala loď. Byl druhým, kdo měl vyšší hodnost. Nakonec ji převzal Dr. Jackson. Později přenesl Teal'ca a Camerona z Tenatovi mateřské lodi. Hned potom vstoupili do hyperprostoru.

### 2007
10x18 – Na Odyssey pod vedením plukovníkem Davidsonem měl za úkol zničit Naquadah na nepojmenované planetě. Vystřelil na Tel'tak, který se snažil uniknout. Po zničení působila masivní sekundární exploze.
10x20 – V posledním díle StarGate SG-1 – Pilotoval loď pod velením maj. gen. Landryho. Měli za misi letět na Orillu, kde se setkali s Asgardy. Když vystoupili z hyperprostoru, přenesl se na jejich loď Thor. Thor říkal ostatním, že jejich čas nadešel. Někteří z velké rady byli rozhodnuti, že na Odyssey nainstalují nové věci. Například: Asgardský plazmový paprsek. Po připojení jádra k lodi byli pronásledováni Oriemi. Byl první, kdo vyzkoušel plazmový paprsek, který dokázal prorazit štíty lodě Ori. Později byl s posádkou transportován na planetu P3X-474, aby použili bránu a vrátili se na Zem, poté co je sledovali Ori pokaždé, co vystoupili z hyperprostoru.
Archa Pravdy – Byl na palubě Odyssey, když SG-1 měla za úkol najít Archu pravdy. Spolu s SG-1 a Odyssey se vydali do galaxie Orijů. Marks zjistil, že James Marrick aktivoval Asgardské jádro a rychle zavolal podplukovníka Mitchella. Hned potom přenesl podplukovníka Mitchella a Carterovou zpátky na loď. Potom co Marrick vytvořil pomocí počítače Replikátora, on a Carterová se zavřeli v místnosti s Asgardským jádrem. Nechali zavařit dveře, aby se tam nikdo nedostal. Spolu s Carterovou hledali příkaz k rozložení Replikátorů. Nakonec ho nenašli a Carterová ho začala psát. Později Replikátoři převzali ovládání hyperpohonu a Odyssey vystoupila z hyperprostoru. Hned potom se objevily 4 mateřské lodě Oriů, které začaly hned na ně střílet. Replikátorům se podařilo dostat do místnosti s jádrem a tak on spolu s Carterovou začali po nich střílet. Podplukovníku Mitchellovi se podařilo zjistit, kde je sebedestrukční kód Replikátorů. Když to slyšela Caterová, před ní přilezl Replikátor a Marks ho P-90 zastřelil. Hned jak se Replikátoři rozpadli, byl hyperpohon mimo provoz a oba dva se snažili ho zprovoznit. Jenže štíty byli na 18%. Když Jackson zadal kód, který aktivoval Archu, přestali Oriové střílet po Odyssey a on spolu s Carterovou byli udiveni.

## Seznam vystoupení
StarGate SG-1
Season 9 
- Avalon, část 1 (9x01)
- Avalon, část 2 (9x02)
- Předsunutá základna (9x06)
- Návrat vysloužilého boha (9x07)
- Satelit (9x15)
- Narušená síť (9x16)
- Kamelot (9x20)

Season 10 
- Z masa a kostí (10x01)
- Protiúder (10x07)
- Spolek zlodějů (10x09)
- Rodinná pouta (10x18)
- Bez konce (10x20)

StarGate Atlantis
Season 4
- Všechny mé hříchy budou vzpomenuty (4x11)

Season 5
- Záchranná operace (5x01)
- První kontakt (5x10)
- Ztracený kmen (5x11)
- Nepřítel před branami (5x20)

StarGate Universe
Season 1
- Air (1x01,2)

StarGate: The Ark of Truth